# わらばん
わらばんは、IBC岩手放送が制作・放送していたバラエティ番組。

## 概要
吉本興業が東北地方で初めて「よしもとテレビ通り」を盛岡市のマッハランドに出店。その後「岩手発・お笑い番組」として、マッハランドがメインスポンサーとなって当番組が始まった。
放送時間は当初、金曜日の深夜（25:00 - 25:30）だったが、2004年に土曜日の夕方（17:30 - 18:00）へ変更となった。
その後「よしもとテレビ通り」の閉店に伴い、番組も2005年9月24日に終了した。

## 主な内容
主に以下のパートから構成。構成内容は週によって異なる。
- 岩手県内各地からのロケ
  - 視聴者からのタレコミ情報
  - お店やイベントのレポート
  - 街頭インタビュー
- 公開収録
  - ゲスト芸人による「ネタ見せ劇場」
  - 司会とゲストによる「わらばん大喜利」「わらばん相談室」

## 出演者
司会
- じゃぴょん（2003年6月 - 2004年9月25日）
- ブラザース（2004年10月2日 - 番組終了）

ゲスト
- CUBE
- LOVE YOURS
- カラテカ
- ガリットチュウ
- スピードワゴン
- ニブンノゴ!
- ヒロシ
- ロンドンブーツ1号2号
- さくらんぼブービー
- まちゃまちゃ
- 次長課長
- 田上よしえ

他

## 公開収録
- IBC岩手放送本社（盛岡市）
- マッハランド（盛岡市）
- 安比高原スキー場（八幡平市）
- 小岩井農場（雫石町）
- 江釣子ショッピングセンター パル（北上市）

他